# アゾスピリルム属
アゾスピリルム属はロドスピリルム科に属するグラム陰性の非芽胞形成好気性らせん菌の一属。基準種はアゾスピリルム・リポフェルム。極鞭毛を持つが、条件によっては運動しない。属名は窒素のスピリルム属(らせん菌)を意味する。GC比は69から71。
土壌に生息し、ニトロゲナーゼを有する窒素固定細菌に分類される。根粒は形成しないが植物に対して窒素を供給する共生関係を示すことがある。グルコースやフルクトースなどの単糖を利用するが二糖は利用できない。オキシダーゼ陽性、カタラーゼ陽性である。